# Witchi-tai-to (album)
Witchi-tai-to is een studioalbum van Jan Garbarek. Garbarek vormde tijdens een tournee een kwartet met het trio van Bobo Stenson. Dit album werd net als het vorige album van Garbarek in slechts twee dagen tijd op band gezet door geluidstechnicus Jan Erik Kungshaug in de Bendiksen Studio in Oslo. In tegenstelling tot de vorige albums speelde Garbarek alleen composities van derden.

## Musici
- Jan Garbarek – tenorsaxofoon, sopraansaxofoon
- Bobo Stenson – piano
- Palle Danielsson – basgitaar, contrabas
- Jon Christensen – slagwerk

## Muziek
| Nr. | Titel                         | Duur  |
| --- | ----------------------------- | ----- |
| 1.  | A.I.R. (Carla Bley)           | 8:15  |
| 2.  | Kukka (Palle Danielsson)      | 4:32  |
| 3.  | Hasta siempre (Carlos Puebla) | 8:10  |
| 4.  | Witchi-tai-to (Jim Pepper)    | 4:24  |
| 5.  | Desireless (Don Cherry)       | 20:25 |

Witchi-tai-to is een compositie van Jim Pepper. Hij haalde zijn inspiratie uit de Indiaanse cultuur. Het is vele malen door derden gespeeld. Pepper zelf wist er de Billboard Hot 100 mee te halen (een 69e plaats).